# Dendrobium ngoyense
Dendrobium ngoyense är en orkidéart som beskrevs av Rudolf Schlechter. Dendrobium ngoyense ingår i släktet Dendrobium, och familjen orkidéer.
Artens utbredningsområde är Nya Kaledonien. Inga underarter finns listade i Catalogue of Life.